# 37-я воздушная армия ВГК СН (СССР)
37-я воздушная армия Верховного Главного командования стратегического назначения — оперативное формирование (объединение) Военно-Воздушных Сил СССР предназначенное для совместных действий с другими видами Вооружённых Сил и родами войск (сил) Вооружённых Сил СССР, а также решения самостоятельных оперативных и стратегических задач.

## Наименование
- 37-я воздушная армия Верховного Главного командования стратегического назначения;
- 37-я воздушная армия ВГК СН;
- Войсковая часть 44402.

## История организационного строительства
37-я воздушная армия Верховного Главного командования стратегического назначения сформирована 1 августа 1980 года на базе переформированного Командования дальней авиации.
За период своего существования армия неоднократно подвергалась изменениям:
- 25 февраля 1988 года на базе армии  было заново сформирована Командование дальней авиации;
- в апреле 1998 года Командование дальней авиации было преобразовано в 37-ю воздушную армию Верховного Главнокомандования стратегического назначения.
- 5 августа 2009 года вновь 37-я воздушная армия Верховного Главного командования стратегического назначения переформирована в Командование дальней авиации.

## Факты
В 2007 году, впервые за 15 лет, годовой налёт лётчиков 37-й воздушной армии (Дальней авиации) превысил 80 часов. В 2008 году средний налёт составил 120 часов.
10 сентября 2008 года два бомбардировщика Ту-160 совершили перелёт с места базирования на аэродром Либертадор в Венесуэле, используя в качестве аэродрома подскока аэродром Оленегорск в Мурманской области. На борту самолётов не было ядерного оружия, но находились учебные ракеты, с помощью которых отрабатывалось боевое применение. Это первый в истории Российской Федерации случай использования самолётами Дальней авиации аэродрома, расположенного на территории иностранного государства. В Венесуэле самолёты совершили учебно-тренировочные полёты над нейтральными водами в акваториях Атлантического океана и Карибского моря.

### Командующие
- генерал-полковник авиации Горбунов Иван Владимирович, 1980—1985.
- генерал-лейтенант авиации Дейнекин Пётр Степанович, 1985 — 05.1988
- генерал-полковник авиации Калугин Игорь Михаилович, 05.1988 — 11.1997
- генерал-лейтенант авиации Опарин Михаил Михайлович[7], 11.1997 — 11.2002
- генерал-лейтенант авиации Хворов Игорь Иванович[8], 15.11.2002 — 15.05.2007
- генерал-майор авиации Андросов Павел Васильевич, 15.05.2007 — 08.2009

## Состав
На момент распада СССР (1991) 37ВАВГК(СН) состояла из четырёх тяжелобомбардировочных дивизий (тбад): на Дальнем Востоке России с двумя полками в Украинке (самолёты Ту-95К и Ту-95К-22), в Казахстане с двумя полками в Семипалатинске (Ту-95МС), на Украине с двумя полками в Узине (Ту-95МС и Ил-78) и в европейской части России со штабом в Энгельсе, включавшую три полка: в Прилуках(Украина) (Ту-160), Моздоке (Ту-95МС) и в Энгельсе (3МС-2 и 3МН-2). Общая численность стратегических бомбардировщиков и ракетоносцев составляла 157 самолётов (Ту-160 — 13 (один полк), Ту-95МС — 83 (четыре полка), Ту-95К и Ту-95К-22 — 61 (два полка)). В 80-х годах на аэродроме Узин базировались два полка ТУ-95МС и полк транспортной авиации с самолётами АН-12.
- 22-я гвардейская тяжёлая бомбардировочная авиационная Донбасская Краснознамённая дивизия — Энгельс;
  - 121-й гвардейский тяжёлый бомбардировочный авиационный Севастопольский Краснознамённый полк — Энгельс (Ту-160);
  - 184-й гвардейский тяжёлый бомбардировочный авиационный Полтавско-Берлинский ордена Ленина, Краснознамённый полк — Энгельс (Ту-95МС);
  - 52-й гвардейский тяжёлый бомбардировочный авиационный полк  — Шайковка (Ту-22М3);
  - 840-й тяжёлый бомбардировочный авиационный Краснознамённый полк — Сольцы (Ту-22М3);
- 326-я тяжёлая бомбардировочная авиационная Тарнопольская ордена Кутузова дивизия — Украинка;
  - 182-й гвардейский тяжёлый бомбардировочный авиационный Севастопольско-Берлинский Краснознамённый полк  — Украинка (Ту-95МС);
  - 79-й тяжёлый бомбардировочный авиационный ордена Красной Звезды полк  — Украинка (Ту-95МС);
  - 200-й гвардейский тяжёлый бомбардировочный авиационный Брестский Краснознамённый полк  — Белая (Ту-22М3);
  - 444-й тяжёлый бомбардировочный авиационный Берлинский ордена Кутузова полк имени Александра Невского  — Воздвиженка (Ту-22М3);
- 203-й отдельный гвардейский авиационный Орловский полк самолётов-заправщиков — Рязань (Дягилево) (Ил-78);
- 181-я отдельная смешанная авиационная эскадрилья — Иркутск (Ан-12, Ан-30);
- 199-я авиационная база — Улан-Удэ;
- 3119-я авиационная база — Тамбов;
- Оперативная группа в Арктике — Тикси
  - 24-я отдельная транспортная авиационная эскадрилья Тикси
- 43-й центр боевого применения и переучивания лётного состава — Рязань (Дягилево) (Ту-95МС, Ту-22М3, Ту-134УБЛ, Ан-26)
- 1425-й центр специальной физической подготовки Дальней авиации — Иркутск

Аэродромы рассредоточения
- Рогачёво (Новая Земля);
- Воркута;
- Тикси;
- Анадырь (Угольный).

С декабря 2009 года 181-я отдельная авиационная эскадрилья в Иркутске (Ан-12, Ан-30) прекратила своё существование как отдельная авиационная часть и вошла в состав авиабазы Белая, с перебазированием на аэродром Белая.